# Gare de Moriez
La gare de Moriez est une gare ferroviaire française de la ligne de Nice à Digne, située sur la commune de Moriez, dans le département des Alpes-de-Haute-Provence, en région Provence-Alpes-Côte d'Azur.
C'est une halte sans personnel.

## Situation ferroviaire
La gare est située au point kilométrique (PK) 109,84 de la ligne de Nice à Digne entre les gares de Saint-André-les-Alpes et de Barrême.

## Service des voyageurs

### Desserte
La gare était desservie par les chemins de fer de Provence, le « train des Pignes » sur la Ligne de Nice à Digne